# Хелънсбърг (Шотландия)
Вижте пояснителната страница за други значения на Хелънсбърг.
Хѐлънсбърг (Helensburgh, местни произношения [hɛləns(ə)brə и hɛlənsbərə], Хелънсбръ, Хелънсъбръ и Хелънсбъръ, на гаелски Baile Eilidh) е град в югозападната част на Централна Шотландия.

## География
Разположен е по северното крайбрежие на залива Фърт ъф Клайд в област Аргил анд Бют. Има пристанище и железопътна гара. На север от града е езерото Лох Геър, което е свързано със залива Фърт ъф Клайд. На 2 km към езерото Лох Геър е село Ру. Срещу Хелънсбърг по южния бряг на залива е разположен град Грийнок.
Население 16 240 души по преброяването през 2004 г.

## История
Градът е основан през 1776 г.

## Архитектура
Архитектурата на по-голямата част от сградите в Хелънсбърг е в типичния за повечето шотландски градове стил от тесни каменни сгради най-често от 2 до 4 етажа със стръмни покриви и високи комини, строени през 18 – 19 век.
Сред архитектурните забележителности на града е сградата „Хил Хаус“ (Hill House), дело на архитекта Чарлс Рени Макинтош от 1903 г.

## Личности
Родени в Хелънсбърг
- Джон Логи Беърд (1888 – 1946), инженер, изобретател на телевизията
- Дебора Кар (1921 – 2007), киноактриса
- Дейвид Макдоналд (1904 – 1983), кинорежисьор и артист
- Джак Бюханън (1891 – 1957), киноартист и кинорежисьор
- Нийл Мичъл (р. 1965), рокмузикант
- Морвън Кристи (р. 1979), киноактриса
- Стивън Маклафлин (р. 1960), композитор
- Гари Ор (р. 1967), шотландски голфист-професионалист

## Фотогалерия
- Пътят от Хелънсбърг към село Ру покрай езерото Лох Геър
- Нощен изглед от Хелънсбърг
- Сградата „Хил Хаус“ в Хелънсбърг
- Сградата на пощата на площад „Колкахун“
- Бюст-паметник на Джон Логи Беърд